# SDGsのうた
SDGsのうた（エスディージーズのうた）は、2021年3月29日からNHKで放送されているテレビ番組。

## 概要
「SDGs17の目標」を歌とアニメで紹介する小中学生を主な対象としたミュージック・ビデオ。NHK子ども向けSDGs番組シリーズ『ひろがれ!いろとりどり』のマスコットキャラクター、アオとキイが歌う。

## 楽曲情報
共通
- うた：アオ（神木隆之介）&キイ（二階堂ふみ）
- SDGs監修：蟹江憲史

音楽
- 作詞：豊田真之、平瀬謙太朗
- 作曲：豊田真之
- 演奏：豊田真之、中川理沙、中村太紀、澤田栄一、大原崇嘉
- ミックス：原真人

映像
- ディレクション：平瀬謙太朗、豊田真之
- イラストレーション：クリハラタカシ
- アニメーション：岸本威（えるマネージメント）、黒岩園加（Eallin Japan）
- 振り付け：吉開菜央

| サブタイトル                                | 歌詞 | 動画    |
| ------------------------------------------- | ---- | ------- |
| 17目標のおぼえうた                          | PDF  | YouTube |
| 目標1 貧困をなくそう                        | PDF  | YouTube |
| 目標2 飢餓をゼロに                          | PDF  | YouTube |
| 目標3 すべての人に健康と福祉を              | PDF  | YouTube |
| 目標4 質の高い教育をみんなに                | PDF  | YouTube |
| 目標5 ジェンダー平等を実現しよう            | PDF  | YouTube |
| 目標6 安全な水とトイレを世界中に            | PDF  | YouTube |
| 目標7 エネルギーをみんなに そしてクリーンに | PDF  | YouTube |
| 目標8 働きがいも経済成長も                  | PDF  | YouTube |
| 目標9 産業と技術革新の基盤をつくろう        | PDF  | YouTube |
| 目標10 人や国の不平等をなくそう             | PDF  | YouTube |
| 目標11 住み続けられるまちづくりを           | PDF  | YouTube |
| 目標12 つくる責任 つかう責任                | PDF  | YouTube |
| 目標13 気候変動に具体的な対策を             | PDF  | YouTube |
| 目標14 海の豊かさを守ろう                   | PDF  | YouTube |
| 目標15 陸の豊かさも守ろう                   | PDF  | YouTube |
| 目標16 平和と公正をすべての人に             | PDF  | YouTube |
| 目標17 パートナーシップで目標を達成しよう   | PDF  | YouTube |

| コラボバージョン       | 関連企画                       |
| ---------------------- | ------------------------------ |
| 神木隆之介             | 「アオ」声優                   |
| 二階堂ふみ             | 「キイ」声優                   |
| チョコレートプラネット | 応援!みんなのチャレンジ        |
| みやぞん               | 天才てれびくんhello,           |
| ミキ&山之内すず        | ぼくドコ                       |
| 長濱ねる               | 未来へ 17アクション            |
| 出川哲朗               | 出川哲朗のクイズほぉ〜スクール |

アルバム
- 「ツバメ」と「SDGsのうた」（2022年7月27日）

## テレビ放送
放送チャンネルはNHK Eテレ、NHK総合テレビ、NHK BS1。基本的にNHK Eテレで初回放送。「神木隆之介バージョン 目標6」のみNHK総合テレビで初回放送を実施。
芸能人が実写で出演する「コラボバージョン」は2023年3月でテレビ放送を終了。2023年4月以降はオリジナルバージョンである「アオ・キイ版」のみのテレビ放送となる。

### 5分版・3分版
| サブタイトル       | 初回放送日時                   |
| ------------------ | ------------------------------ |
| 目標1〜3           | 2021年03月29日 月曜10:15-10:20 |
| 目標1、2、3        | 2021年05月19日 水曜22:50-22:55 |
| 17目標のおぼえうた | 2021年07月19日 月曜09:25-09:28 |

### 1分版
| バージョン             | 目標   | 初回放送日時             |
| ---------------------- | ------ | ------------------------ |
| アオ・キイ             | 目標1  | 2021年06月02日 水曜10:54 |
| アオ・キイ             | 目標2  | 2021年06月11日 金曜22:59 |
| アオ・キイ             | 目標6  | 2021年07月19日 月曜09:29 |
| アオ・キイ             | 目標3  | 2021年07月20日 火曜09:28 |
| アオ・キイ             | 目標14 | 2021年07月21日 水曜09:28 |
| アオ・キイ             | 目標15 | 2021年07月21日 水曜09:29 |
| アオ・キイ             | 目標7  | 2021年08月11日 水曜15:38 |
| アオ・キイ             | 目標13 | 2021年08月11日 水曜15:39 |
| チョコレートプラネット | 目標2  | 2021年08月12日 木曜15:38 |
| アオ・キイ             | 目標5  | 2021年08月12日 木曜15:39 |
| 神木隆之介             | 目標14 | 2021年08月13日 金曜09:58 |
| チョコレートプラネット | 目標3  | 2021年08月13日 金曜09:59 |
| 二階堂ふみ             | 目標15 | 2021年08月13日 金曜15:38 |
| アオ・キイ             | 目標8  | 2021年10月02日 土曜17:34 |
| アオ・キイ             | 目標11 | 2021年10月10日 日曜07:09 |
| アオ・キイ             | 目標10 | 2021年10月15日 金曜16:44 |
| アオ・キイ             | 目標4  | 2021年10月17日 日曜07:09 |
| アオ・キイ             | 目標16 | 2021年10月29日 金曜16:44 |
| アオ・キイ             | 目標17 | 2021年10月31日 日曜07:09 |
| アオ・キイ             | 目標12 | 2021年11月15日 月曜19:54 |
| 神木隆之介             | 目標6  | 2021年11月19日 金曜02:13 |
| 二階堂ふみ             | 目標7  | 2021年11月19日 金曜16:44 |
| みやぞん               | 目標14 | 2021年11月21日 日曜07:09 |
| チョコレートプラネット | 目標12 | 2021年11月26日 金曜16:44 |
| アオ・キイ             | 目標9  | 2021年12月14日 火曜09:29 |
| チョコレートプラネット | 目標11 | 2021年12月15日 水曜09:29 |
| チョコレートプラネット | 目標14 | 2021年12月20日 月曜09:29 |
| ミキ&山之内すず        | 目標12 | 2021年12月20日 月曜09:55 |
| チョコレートプラネット | 目標15 | 2021年12月21日 火曜09:29 |
| 長濱ねる               | 目標1  | 2021年12月22日 水曜09:29 |
| 出川哲朗               | 目標4  | 2022年01月07日 金曜16:44 |
| 長濱ねる               | 目標3  | 2022年03月27日 日曜07:09 |
| 出川哲朗               | 目標10 | 2022年04月23日 土曜16:34 |
| 長濱ねる               | 目標2  | 2022年07月16日 土曜17:24 |

### 定時放送枠
2021年度後期
- 月曜19:54 Eテレ
- 日曜07:09 Eテレ

2022年度
- 火曜18:24 Eテレ
- 木曜18:24 Eテレ
- 日曜05:14 総合

2023年度 - 2024年度
- 木曜18:24 Eテレ
- 日曜05:14 総合

2025年度
- 木曜18:24 Eテレ